# Iso Hirvisaari (ö i Birkaland)
Iso Hirvisaari är en ö i Finland. Den ligger i sjön Vankavesi och i kommunen Ylöjärvi i den ekonomiska regionen Tammerfors och landskapet Birkaland, i den södra delen av landet, 200 km norr om huvudstaden Helsingfors. Öns area är 1,2 hektar och dess största längd är 200 meter i öst-västlig riktning.